# Dieuwke Abma-ter Horst
Dieuwke Grietje Abma-ter Horst (Rijssen, 19 juni 1926 – Amsterdam, 19 augustus 2013) was een Nederlandse beeldhouwster.

## Leven en werk
Abma was een dochter van fabrikant Jan Harmen ter Horst (1886-1942) en Sophia Charlotte Mathilde van Dorp (1893-1975). De familie bewoonde de 'Eschhorst' in Rijssen en bezat daarnaast de 'Grimberg' in Notter. Ze studeerde bij Barend Jordens aan het Instituut voor Kunstnijverheidsonderwijs (1945-1946) en werkte een paar maanden op het atelier van Pieter Starreveld. In 1947 werd ze met haar vrienden Jan van Eyl en Marie Eitink toegelaten tot de Rijksakademie van beeldende kunsten, waar ze les kreeg van Piet Esser. In 1949 studeerde ze een aantal maanden aan de Académie de la Grande Chaumière, als leerling van Ossip Zadkine.
In Amsterdam leerde ze Jelle Abma (1921-2009) kennen, dan nog student bouwkunde, later architect en partner bij Abma, Hazewinkel & Dirks. Het stel trouwde in 1950. Voor de door haar echtgenoot gebouwde Exoduskerk in Loosduinen, ontwierp Abma in de jaren zestig een bakstenen wandreliëf dat de uittocht van de Israëlieten verbeeldt.
Abma maakte onder andere bustes; in 1984 maakte ze een bronzen buste van Simon Carmiggelt, die in 1988 werd geschonken aan de stad Amsterdam en een plaats kreeg in de Stadsschouwburg. Het beeld werd tijdens het Boekenbal in 1997 gestolen, waarna er een kopie in de schouwburg werd geplaatst. Een aantal weken voor Abma's overlijden in 2013 werd het origineel teruggevonden op een vlooienmarkt in het Belgische Lommel.
De beeldhouwster werd in 1971 lid, later benoemd tot erelid, van de Nederlandse Kring van Beeldhouwers. Ze overleed op 87-jarige leeftijd.

## Enkele werken
- 1967: wandreliëf, Exoduskerk, Loosduinen
- 1972-1973: wandkleed voor de trouwzaal van de gemeente Rijssen
- 1980: kop Simon Carmiggelt, Stadsschouwburg Amsterdam
- 1989: Herman Gorter op schaatsen, basisschool De Mei, Wormerveer
- 1989-1991: zonder titel, bij Koninklijke Joh. Enschedé in Haarlem.